# Resolució 464 del Consell de Seguretat de les Nacions Unides
Per la Resolució 464 del Consell de Seguretat de les Nacions Unides, aprovada el 19 de febrer de 1980 després d'examinar l'aplicació de Saint Vincent i les Grenadines per a ser membre de les Nacions Unides, el Consell va recomanar a l'Assemblea general que Saint Vincent i les Grenadines fos admès.